# 港佳控股
港佳控股有限公司，簡稱港佳控股（英語：K.P.I. COMPANY LIMITED，港交所除牌時0605.HK），在1990年於香港創立一家貿易公司。
業務在中國內地經營零售行業，而股份曾在1993年4月7日於香港交易所主板上市。在2011年1月初，張小林和有關人士和企業進行收購，而總代價為597,475,010港元。
完成後，則在2011年7月7日，更名為中國金融投資管理有限公司，也就是現時開拓金融業務。

## 連結
- KPI.com.hk[永久]